# Mount Nivea
Mount Nivea – najwyższy szczyt Orkadów Południowych, znajdujący się na wyspie Coronation i wznoszący się na wysokość 1266 m n.p.m.. Zbadany w latach 1948-49 przez Falkland Islands Dependencies Survey (FIDS) i nazwany po petrelu śnieżnym (Pagodroma nivea), mającym na zboczach góry swoje lęgowiska.